# Manipulación de los medios de comunicación

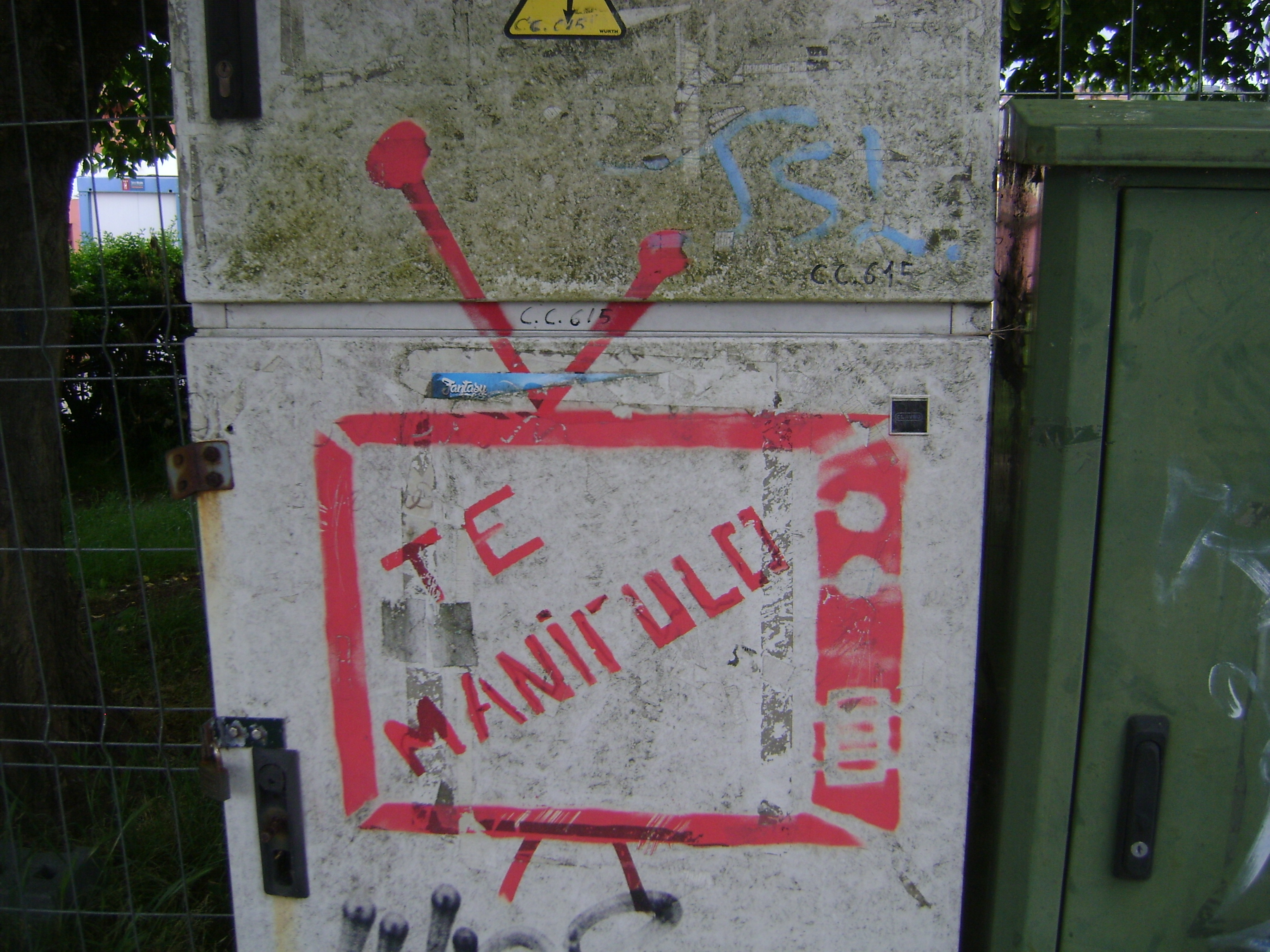
Stencil que denuncia la manipulación televisiva.

La manipulación de los medios de comunicación consiste en una serie de técnicas relacionadas entre sí con las que miembros de un determinado grupo crean una imagen o una idea que favorece sus intereses particulares.
Entre estas tácticas destacan las falacias lógicas y la propaganda, que a menudo implican la supresión de información o de otros puntos de vista a través de su distorsión, induciendo a otras personas o grupos de personas a que dejen de escuchar algunos argumentos o, simplemente, desviando su atención a otra temática o a otro asunto. En Propaganda: The Formation of Men's Attitudes, Jacques Ellul afirma que la opinión pública solo se puede expresar en canales de televisión producidos por los medios de comunicación, sin los que no existiría la propaganda.
La manipulación de los medios de comunicación se usa en las relaciones públicas, la propaganda, el marketing, etc, y aunque el objetivo que se persigue es diferente en cada ámbito, las técnicas empleadas suelen ser muy parecidas.[cita requerida] Así, muchos de los métodos modernos de manipulación de los medios de comunicación se centran en formas de distracción, basadas en el supuesto de que el público tiene una capacidad de atención reducida,[cita requerida] pudiendo resultar un método asociado con el poder blando o el poder inteligente.[cita requerida]

## Diferentes tipos de Manipulación

### Activismo
El activismo lo suelen llevar a cabo individuos o movimientos muy reducidos y consiste en intentar promulgar, obstaculizar o dirigir cambios sociales. El activismo se manifiesta de diferentes formas: a través de cartas dirigidas a periódicos o a políticos, a través de campañas políticas, activismo económico como boicots o, preferentemente, mediante patrocinios de negocios, mítines, manifestaciones, reivindicaciones, ocupaciones y huelgas de hambre. Algunos activistas intentan cambiar el comportamiento de las personas directamente, en lugar de intentar convencer a los gobiernos para que cambien las leyes o no. El movimiento cooperativo busca crear nuevas instituciones que se ajusten a los principios de asociación. En general, no presiona o protesta políticamente, aunque a menudo sus líderes incitan a sus seguidores a apoyar un determinado código o sistema moral.

### Publicidad
Las empresas crean anuncios comerciales para fomentar el consumo de sus productos o servicios.
Los anunciantes no lucrativos son los que invierten dinero en hacer otro tipo de anuncios, como de partidos políticos, grupos de interés, organizaciones religiosas y organismos gubernamentales, los cuales no tienen que ver con productos de consumo o servicios. Esta es una forma de comunicación que se usa con el fin de alentar o persuadir a un público de que continúe o empiece una nueva acción. Lo más normal es que el resultado deseado sea conducir de manera respetuosa el comportamiento del consumidor hacia una oferta comercial, aunque también es bastante común la publicidad política e ideológica. Los patrocinadores son quienes suelen pagar los mensajes publicitarios, y estos se suelen ver a través de varios medios tradicionales, entre los que se incluyen medios de comunicación como periódicos, revistas, anuncios televisivos, anuncios de radio, publicidad en exteriores o buzoneo; o nuevos medios, como blogs, páginas web o mensajes de texto.

### Bulo
Los bulos son una forma de broma que normalmente usa las técnicas de manipulación mediática para hacer que la gente crea en mentiras descabelladas u objetos extraños. Se diferencia de muchos de los demás ámbitos de manipulación mediática en que rara vez se intenta influir en el comportamiento, aunque a veces un bulo puede formar parte de un fraude o un objeto de engaño puede ser utilizado como atractivo comercial.
Algunos bulos no son solo un ámbito, sino una técnica de manipulación de los medios que incluye materiales engañosos creados para otro ámbito.

### Marketing
El marketing o mercadotecnia  consiste en una serie de sistemas que usan las empresas para comunicar a los clientes el valor de un producto o de un servicio.  A veces, el marketing se puede entender como el arte de vender productos, sin embargo, la venta solo es una pequeña parte de la mercadotecnia. Esta es más extensa y está menos centrada que la “publicidad”; es una estrategia general para promocionar un producto o servicio. Las ventas son una parte clave de la mercadotecnia, ya que en términos de manipulación mediática son una manera de acercar a los fabricantes y a los consumidores.

### Campaña política
Las campañas políticas son iniciativas organizadas que tratan de influenciar en el proceso de toma de decisiones dentro de un grupo específico. En las democracias, las campañas políticas a menudo hacen referencia a campañas electorales, en las que se eligen representantes o se deciden referéndums. En la política moderna, las campañas políticas más importantes se centran en los candidatos para jefe de Estado o jefe de Gobierno, frecuentemente un presidente o primer ministro. Estas campañas normalmente las suelen organizar conjuntamente personas adineradas y partidos políticos.

### Propaganda
La propaganda es una forma de comunicación que pretende influir en la actitud de una comunidad con respecto a alguna causa o posición presentando solo una parte del argumento. Normalmente los gobiernos son los que la crean, aunque a algunas formas de comunicación de masas creadas por otras organizaciones con poder también se les puede considerar propaganda. En lugar de suministrar información con imparcialidad, la propaganda, en su sentido más básico, presenta información principalmente para influenciar a una audiencia. Esta forma de comunicación normalmente se repite y se difunde en una amplia variedad de medios de comunicación con el fin de obtener los resultados deseados en la actitud de la audiencia. Mientras que el término propaganda ha adquirido una connotación muy negativa por su relación con los ejemplos más manipuladores y jingoístas (ej. la propaganda nazi para justificar el Holocausto), la propaganda en su sentido original de la palabra era neutral, y se refería a usos que fuesen generalmente benignos o inocuos, como recomendaciones de salud pública, anuncios animando a los ciudadanos a participar en el censo o en las elecciones, o mensajes que animan a las personas a informar de los crímenes a la policía, entre otros.

### Guerra psicológica
La guerra psicológica a veces es considerada como sinónimo de propaganda, pero la principal distinción es que la propaganda normalmente se da dentro de una nación, mientras que la guerra psicológica normalmente tiene lugar entre diferentes naciones, frecuentemente durante la guerra o la guerra fría. Se usan diferentes técnicas para influenciar los análisis de los valores, las creencias, las emociones, las motivaciones, los razonamientos o los comportamientos. El público destinatario puede ser gobiernos, organizaciones, grupos e individuos.

### Relaciones públicas
Las relaciones públicas (RR.PP.) consisten en el manejo del flujo de información entre un individuo o una organización y el público (pueblo). Las relaciones públicas pueden incluir una organización o un individuo para que aumente la cantidad de publicidad a la audiencia, utilizando temas de especial interés público y reportajes que no requieran pago directo. Las RR.PP. normalmente las crean personas especializadas o empresas a petición de miembros del público u organizaciones como una manera de manejar su perfil público.

## Técnicas

### Tipos de distracción

#### Distracción del público
Esta es una variante del tradicional argumento ad hóminem y del argumento ad populum aplicados en todos los países. El método es refutar a los argumentos opuestos apelando un orgullo nacionalista o un recuerdo de logros pasados, o atrayendo al miedo o la aversión hacia un país en concreto o hacia los extranjeros en general. Puede ser muy importante, ya que desacredita a periodistas extranjeros (que son los menos fáciles de manipular por los políticos o los intereses corporativos).
- Ejemplo: P:"¿Qué opina de la política de Khokarsa sobre X?"

R:"Creo que se han equivocado en todas las cuestiones importantes de los últimos 20 años."
- Ejemplo: "Su idea parece similar a la que proponen en Falala. ¿Dice que la gente de Falala tiene un país mejor que el nuestro?"
- Ejemplo: "Las únicas críticas sobre este tratado propuesto vienen de Molvanîa. Pero todos sabemos que los Molvanîanos son arrogantes e incultos, así que sus quejas son irrelevantes."
- Ejemplo: El lema "support our troops" ("apoye a nuestras tropas") se ha utilizado para dar a entender que oponerse a la guerra resta valor a los soldados que están luchando en ella.

#### Falacia del hombre de paja
La "falacia del hombre de paja" es la suma de un argumento de fuerte oposición junto con uno o varios poco creíbles para crear un argumento simplista poco convincente que pueda ser refutado con facilidad.
- Ejemplo: "'La patafísica es básicamente externismo bajo un nombre diferente, y todos conocemos los problemas con el externismo ."

#### Distracción por chivo expiatorio
Una combinación de el hombre de paja y ad hóminem, en la que a su rival más débil (o más fácil de desacreditar) se le considera como su único oponente importante.
- Ejemplo: Si muchos países se oponen a una acción excepto uno de ellos, digamos Glubbdubdrib, este actúa obviamente por su propio interés (alusión en gran parte a Glubbdubdrib).

#### Distracción por fenómeno
Una estrategia que se ilustra en la película Wag the Dog (La cortina de humo) de 1997, la cual conlleva que el público se distraiga de un tema importante con una cuestión diferente que preocupa la atención de los medios. Esta estrategia puede ser contraproducente si se critica como un intento de distracción.

#### Distracción por semántica
Esto implica el uso de términos agradables de manera eufemística para ocultar la verdad. Por ejemplo decir "derechos reproductivos", "proelección" o "pro-vida" en vez de mencionar el término médico "aborto". El concepto de "states' rights" (derechos de los Estados) se aplicó para defender la continuación de la esclavitud en los Estados Unidos en vísperas de la Guerra de Secesión o guerra civil estadounidense, y de nuevo para luchar contra el Movimiento por los derechos civiles en Estados Unidos en los años 1950 y 1960. La obra de Franz Luntz es un ejemplo destacado de cuando se convocan grupos focales y se usan caracterizaciones positivas y negativas en la selección de un código especial de formulación. Por consiguiente, la caracterización más favorable de estos conceptos politizados es elegida para que se repita a lo largo de la campaña política.

#### Distracción por regresión
Este método usa el estado previo de la propaganda política del contrincante para evitar debatir sobre temas de actualidad.

#### Distracción por engaño
Este método introduce datos erróneos en la propaganda del oponente o intenta crear conexiones con  falsedades. La repetición de mentiras de numerosos medios, prácticamente al mismo tiempo, es uno de los mecanismos más efectivos para el engaño mediante distracción.

#### Distracción por horror
Este método intenta crear una conexión entre la propaganda del oponente y sucesos horribles. (Por ejemplo, cuando la policía arresta a un grupo reducido de personas y alguien trata de crear una conexión con acciones injustas del pasado).

### Otros tipos

#### Apelación al consenso
Mediante la apelación a la conformidad de un “consenso” real o ficticio, los profesionales intentan crear la imagen de que su opinión es la única, de este modo, las ideas alternativas se desestiman de la consideración pública.
- Ejemplo: “Ya tomamos una decisión conjunta sobre el tema.”

#### manipulación de la historia
Es el hecho de borrar todas las pruebas de una costumbre o hacer ver de una manera que sea parcializada en cuyo fin esta la intención de quedarse con la posesión de algún producto o lo que fuere el caso.un ejemplo de esta práctica la vemos en el manipulado Descubrimiento de América .El cual tiene una corriente de informaciones poco precisas y muchas veces hasta falto de coherencia

#### Censura
La censura es una técnica a través de la cual poderosas organizaciones, como gobiernos y campañas morales, o individuos que confraternizan con la dictadura suprimen los medios de comunicación públicos. Se da por varios motivos incluyendo la seguridad nacional; el control de las obscenidades, la pornografía infantil y discursos que inciten al odio; la protección de los menores; la promoción o restricción de opiniones públicas o religiosas; evitar la difamación y la calumnia; y la preservación la propiedad intelectual. Además puede ser una forma de influenciar el discurso público y dependiendo del país puede ser legal o no.

#### Demonización del oponente
Este es un caso más general de distracción por nacionalismo. Los puntos de vista opuestos se atribuyen a un grupo externo u odiado, y por lo tanto quedan fuera de consideración. Este enfoque, llevado al extremo, se convierte en una forma de represión, como es el caso del Macartismo, donde a cualquiera que estuviera en contra del gobierno se le consideraba “antiamericano” y “comunista” y probablemente se le denunciaba.

#### Difusión del miedo
La exaltación del miedo (también conocida como alarmismo) consiste en el uso del miedo para influir en las opiniones y acciones de los demás con una finalidad concreta. El objeto o sujeto causante del miedo se exagera en muchas ocasiones y el patrón de miedo por alarmismo que se utiliza suele basarse en la repetición, con el fin de reforzar constantemente los efectos previstos de esta táctica y así asustar a los ciudadanos e influir en sus opiniones políticas. Esto, con frecuencia, condiciona que si se realiza o no cierta acción, algo terrible ocurrirá y, de este modo, al votar a favor o en contra de esta medida se pueden evitar tales repercusiones. Como resultado final, la persona que infunde el miedo consigue que el votante cambie su voto u opinión a una de su conveniencia. En una situación de marginación, hay razones suficientes para creer esta afirmación ya que el profesional asegura su veracidad. Esto se debe a que se suele considerar que una persona que es una auténtica experta en una materia determinada lo más probable es que esté en lo cierto y no equivocada al hacer declaraciones dentro de su área de especialización.
- Ejemplo: "Si no nos deshacemos de la métaphysico-théologo-cosmolo-nigologie (tipo de filosofía creada por Voltaire en su libro Cándido o el optimismo), el pueblo se convertirá en improductivo y holgazán."

## Profesionales de la persuasión
Un profesional de la persuasión es un experto que utiliza y perfecciona los medios para ganar así influencia mediática. Aunque estos medios son comunes, sus objetivos varían desde lo político o económico hasta incluso los ámbitos más personales. Por lo tanto, la etiqueta de profesional de la persuasión se aplica a diversos grupos de personas, incluidos periodistas, publicistas, propagandistas, vendedores, encuestadores, representantes e activistas políticos.

### Técnicas
Los recursos de influencia incluyen, entre otros, los métodos mencionados en Influencia, ciencia y práctica:
- Reciprocidad
- Compromiso y coherencia
- Sanción social
- Simpatía
- Autoridad
- Escasez

Además, las técnicas como el encuadre y otros recursos menos formales de ofuscación eficaz, tales como el uso de falacias lógicas, se utilizan para obtener la persuasión.

## Manipulación en medios digitales
La manipulación de masas con medios digitales se entiende como cualquier estrategia que tenga como fin generar comportamientos, reacciones y posturas en masa por medio de la utilización de medios de comunicación digitales como Facebook, Instagram, Twitter etc.
Los medios digitales se han convertido con el auge de la tecnología y la accesibilidad al internet en el medio más apropiado para alcanzar grandes números de personas, que constantemente interactúan con estos medios, entregando información que facilita la minería de datos y con el procesamiento de estos lograr un posterior control de estas masas por medio de una perfilación de comportamiento que permite enfocar estrategias publicitarias o de contenido que generen relaciones específicas.